# コクリア・リゾフィラ
コクリア・リゾフィラ（Kocuria rhizophila）は、放線菌門放線菌綱放線菌目マイクロコッカス科コクリア属の種の一つであり、土壌に生息するグラム陽性の真正細菌である。抗菌試験や食品産業で利用されることがある。
以前はMicrococcus luteusとされたATCC 9341株は、Kocuria rhizophilaに再分類された。

## ゲノム
K. rhizophilaの基準株（DSM 11926T株)はヒメガマ（Typha domingensis）の根圏から単離された。一方、ATCC 9341株（旧名　Micrococcus luteus ATCC 9341）は、抗生物質の力価試験等に広く標準的に用いられている。ゲノム解析が行われたDC2201株 (NBRC 103217株）は、IFO 12708株に由来し、種々の有機溶媒に耐性を示す株として選抜された。ゲノムサイズが比較的小さいこと、生育が速く高密度の培養が可能であること、様々な培養条件で細胞構造を維持できる頑強性を持つことから、有機溶媒中など過酷な条件下でも利用できる物質生産宿主として期待されている。
DC2201株(NBRC 103217株)のゲノム配列の解析及び機能アノテーションの結果、１本の環状染色体（2,697,540 bp; GC含量71.16%）の配列が明らかになり、2,356個のORFが予測された。推定された大部分（87.7%）のタンパク質は、放線菌類のタンパク質とオーソロガスな関係にある。また、近縁の放線菌類のゲノムとの間で比較的よいシンテニーが見られる。一方で、放線菌類のゲノムは一般的に多くの二次代謝に関連する遺伝子を有しているのに対して、DC2201株(NBRC 103217株)は、非リボソームペプチド合成系とタイプIIIのポリケチド合成系をひとつずつ持っているのみである。
また、DC2201株(NBRC 103217株)のゲノム解析により、植物バイオマスに由来するフェノール性の芳香族化合物の変換に関与すると予想される代謝経路が明らかとなった。さらに、このゲノムは、膜輸送、特にアミノ酸の輸送や薬物排出ポンプに関連する多くの遺伝子を含む。これらの遺伝子は、根圏に存在する植物由来物質の利用や様々な有機化合物に対する耐性に寄与していると考えられている。